# NGC 2578
NGC 2578 is een balkspiraalstelsel in het sterrenbeeld Achtersteven. Het hemelobject werd op 8 maart 1793 ontdekt door de Duits-Britse astronoom William Herschel.

## Synoniemen
- MCG -2-22-2
- IRAS08191-1310
- PGC 23440